# Splits stadsvapen
Splits stadsvapen (kroatiska: Grb Grada Splita) är den kroatiska staden Splits heraldiska vapen och en av dess symboler. Vapnets nuvarande utformning antogs av Splits stadsstyrelse den 23 april 1991 och har sitt ursprung i Splits historiska vapen som i olika men liknande utformningar använts sedan tidigt 1300-tal.

## Beskrivning
Splits stadsvapen består av en rektangulär vapensköld med en ram av gotiska kvadrater. I vapnet finns en stiliserad bild av Diocletianuspalatsets norra sida såsom det framträdde under medeltiden. Centralt i vapnet syns Sankt Domnius-katedralens klocktorn. I stadsvapnets båda övre hörn finns en mindre vapensköld. I det vänstra hörnet syns Kroatiens historiska röd-vit-rutiga vapensköld och i det högra hörnet en vapensköld med stadens skyddshelgon sankt Domnius.

## Historik

Splits stadsvapen åren 1969–1990 då Kroatien var en del av den socialistiska federativa republiken Jugoslavien.

Ett av de äldsta bevisen på vapnets användning är en relief som mäter 51 x 59 centimeter och finns på den östra sidan av Splits gamla stadshus.
Splits stadsvapen var i olika former i bruk från medeltiden till år 1945 då dess allmänna bruk avskaffades. Åren 1969–1990 användes en modifierad variant av vapnet. I denna variant var vapnet i det högra hörnet som visade sankt Domnius utbytt mot en röd stjärna, en symbol för socialismen. År 1991 ersattes den röda stjärnan med det ursprungliga sankt Domnius-vapnet.

### Fotnoter
1. ↑  NGW - Herarldy of the world (engelska)
2. 1 2 3 4  Split.hr Arkiverad 11 februari 2016 hämtat från the Wayback Machine. - Staden Splits officiella webbplats (kroatiska)
3. ↑  Fisković, Cvito. ”Najstariji kameni grbovi grada Splita (Splits äldsta heraldiska vapen i sten)” (på kroatiska) ( PDF). Vjesnik Arheološkog muzeja u Zagrebu, volym 17, 1/1936. Arkeologiska museet i Zagreb. http://hrcak.srce.hr/file/76843. Läst 2 december 2014.